# Letteratura ceca
La letteratura ceca è l'insieme delle opere letterarie che rispondono ad almeno uno dei seguenti tre criteri:
- letteratura scritta da membri dell'etnia ceca (fin dal tempo della Grande Moravia), anche laddove usassero altre lingue, come per esempio il latino della Chronica Boëmorum di Cosma Praghese o le prime poesie di Karel Hynek Mácha, scritte in tedesco, o ancora come la produzione in francese di Milan Kundera;
- letteratura scritta in lingua ceca anche da autori di altra etnia (come per esempio Slávy Dcera dello slovacco Ján Kollár);
- letteratura scritta sul territorio della Repubblica Ceca (compreso le regioni di Boemia, Moravia e Slesia ceca), anche se usando una lingua diversa (come il tedesco di Franz Kafka).

## Le origini
La missione dei fratelli Cirillo e Metodio contribuì alla creazione della letteratura in lingua slava e alla diffusione della liturgia ortodossa in terra slava. La caduta della Grande Moravia nel X secolo, permise al regno dei Přemislidi, uno sviluppo culturale nell'ambito del Sacro Romano Impero, ricevendo influssi italiani, tedeschi e francesi, questo spiega gli influssi europei che la letteratura ceca ha fin dalle origini.
Non è un caso se i primi centri culturali siano stati, intorno all'XI secolo, i monasteri di Břenov, benedettino, e di Sazavá, paleoslavo.
I primi scritti sono di origine religiosa, che rielaborano elementi classici e bizantini.
di natura aristocratica è invece l'Alessandreide, poema epico con riferimenti al poema latino di Gautier de Châtillon, altro grande scritto della letteratura ceca è Cronaca di Dalimil, testimonianza del sentimento patriottico della nazione.
Nel Trecento si sviluppa la poesia goliardica, la prosa si fa via via più vicina agli interessi dei ceti popolari.
La figura di Jan Hus, ha una importanza strategica sia nella storia sia nella cultura ceca, autore di scritti polemici, morali e religiosi.
Di altra vena letteraria è Petr Chelčický, che espose il suo ideale di società fraterna e di uguaglianza sociale.

## L'Umanesimo
I massimi esponenti della generazione umanistica boema furono Bohuslav Hasištejnský z Lobkovic e il letterato e giurista Viktorin Kornel ze Všehrd. Di natura nazionalistica fu il gruppo degli utraquisti. 
Nel clima di fermento culturale che attraversò la nazione, nel 1541 venne pubblicato Cronaca Boemadi V. Hjek. Nella metà del Cinquecento l'Unione Universale diede un contributo alla letteratura, grazie all'opera del vescovo Jan Blahoslav, che tradusse in ceco la Bibbia di Kralice.
Altro contributo importante della cultura ceca venne data da Daniel Adam z Veleslavína, docente universitario e soprattutto editore, ribattezzata l'età di Veleslavin, emerge la poesia di Mikuláš Dačický di Heslov e Šimon Lomnický.

## L'Età Barocca
La fine dell'indipendenza dopo la battaglia della Montagna Bianca, molti intellettuali furono spinti ad esiliare. Il vescovo Comenio, scrisse la maggior parte degli scritti all'estero, pioniere della pedagogia moderna scrisse Il labirinto del cuore e il paradiso del mondo.
La lirica religiosa raggiunse i massimi livelli nella controriforma, verso la metà del Seicento l'interesse per la storiografia, apre le porte per una nuova coscienza nazionale che darà i suoi frutti cent'anni dopo.

## La Rinascita Nazionale
Dopo guerra austro-prussiana e le riforme illuministiche del governo di Maria Teresa d'Austria, si intensificarono gli studi filologici, risvegliando nel popolo ceco la coscienza delle proprie tradizioni, massimo esponente è Josef Dobrovský; la poesia ha un ruolo fondamentale in questo periodo.
Il contrasto con la vecchia sensibilità illuministica e la nuova, aprì un dibattito sulla lingua: Joseph Jungmann scrive il Dizionario della lingua ceca mentre Ján Kollár mira a una fratellanza fraterna tra tutte le popolazioni slave, in questo clima di rivalutazione del sentimento patriottico, il romanticismo ceco è rappresentato da Karel Hynek Mácha e da Prokop Chocholoušek, in questo periodo si gettano le basi del moderno teatro ceco con Josef Kajetán Tyl. Si afferma nel XIX secolo anche la figura di František Palacký, importante storico ceco.

## Sviluppi del Romanticismo e del Realismo
Negli anni Settanta del XIX secolo i májovci, inaugurano un rinnovamento culturale patriottico, l'opera di Božena Němcová tende a valorizzare il patrimonio etnico, ma solo con la prosa di Jan Neruda, il pensiero dei májovci prende forma; anche nella poesia la figura di Neruda è dominante.
L'ondata patriottica che caratterizzò gli anni settanta, propose un'ideologia sulle tradizioni della storia boema. L'opera di Josef Václav Sládek, illustra il passaggio dal nazionalismo al cosmopolitismo, auspicato dalla rivista Lumír.
Il riaccostamento della cultura boema a quelle straniere, produce nell'Ottocento, una vasta opera di romanzi in cui l'influsso del realismo russo si fonde con quello del naturalismo francese.  In quest'epoca appare il fervente rinnovamento, nel campo della narrativa a sfondo storico e sociale, di Alois Jirasek (1851-1930); tra i massimi scrittori cechi, egli firmò, nel pieno della prima guerra mondiale,  nel maggio del 1917, un memorabile Manifesto, con l'appello alla piena indipendenza della Nazione ceca. Al termine del conflitto, sarà lui a incaricarsi di leggere, in pubblico, il giuramento della Nazione. Con la fine della Indipendenza ceca a causa dell'occupazione militare da parte dell'esercito del terzo reich le opere di Jirasek vennero messe al bando e poterono ritornare di dominio pubblico soltanto nel 1945, dopo la disfatta del nazismo.

## Il Novecento
Un rinnovamento giunge dalla lirica boema, ispirandosi al modernismo e decadentismo europeo, come nelle opere di Jindřich Šimon Baar, ma solo l'opera di Otokar Březina dà i frutti per competere con le più alte espressioni del simbolismo europeo. Nell'atmosfera decadente e simbolista, prende forma l'impegno sociale di Petr Bezruč e la violenta protesta anarchica e individualista del gruppo di poeti tra cui spiccano Stanislav Kostka Neumann e Karel Toman.
Dopo la prima guerra mondiale e la nascita della repubblica, raccogliendo il messaggio antiborghese degli anarchici, un gruppo di letterati si uniscono nell'Associazione di cultura moderna Devětsil. Sempre nell'ambito del Devětsil sorge la nuova tendenza del poetismo la cui evoluzione si concretizza nel 1934.
Di altra vena artistica fu Vladimír Holan, creatore di una poesia di alta densità metaforica, così come le favole umoristiche di Eduard Bass, che si rivelarono molto originali.
Nel campo della prosa, la guerra ispirò numerosi romanzi tra cui I destini del buon soldato Švejk, lontano dallo sperimentalismo, e dai toni più realistici improntati sulla denuncia sociale, si muove Ivan Olbracht e Marie Majerová.
L'occupazione nazista scosse sensibilmente la letteratura ceca, il congresso degli scrittori del 1946 getta le basi per una integrazione tra arte e società, la involuzione politica vanifica questo programma. Negli anni settanta la destalinizzazione, suscita un nuovo fermento culturale che porta la letteratura ceca ai massimi livelli europei. L'intervento repressivo delle forze militari del patto di Varsavia, porta a un nuovo congelamento della letteratura ceca. Molti scrittori espatriano, memoria e testimonianza sembrano essere le linee di tendenza prevalenti anche dopo la rivoluzione di velluto del 1989. 
Nel corso della seconda metà del Novecento, se in campo poetico continua il dominio di Vladimir Holan, eletto, all'inizio del 1968, vate nazionale -e già massimo interprete, in lingua ceca, di opere poetiche di Rilke e Lenau, Ronsard e Baudelaire, Slowacki, Cecco Angiolieri e Michelangelo Buonarroti- si diffondono intanto le ulteriori opere narrative di Jaroslav Seifert (Premio Nobel 1984) e di Milan Kundera: che infondono alla letteratura ceca d'invenzione nuovo respiro, acquisendole fama mondiale.

## Il XXI secolo
Anche nel corso del XXI secolo si sono affermati importanti scrittori come Tomáš Zmeškal , primo scrittore ceco a aggiudicarsi il Premio letterario dell'Unione europea, nel 2011, col romanzo Milostný dopis klínovým písmem